# Ngân hàng Israel

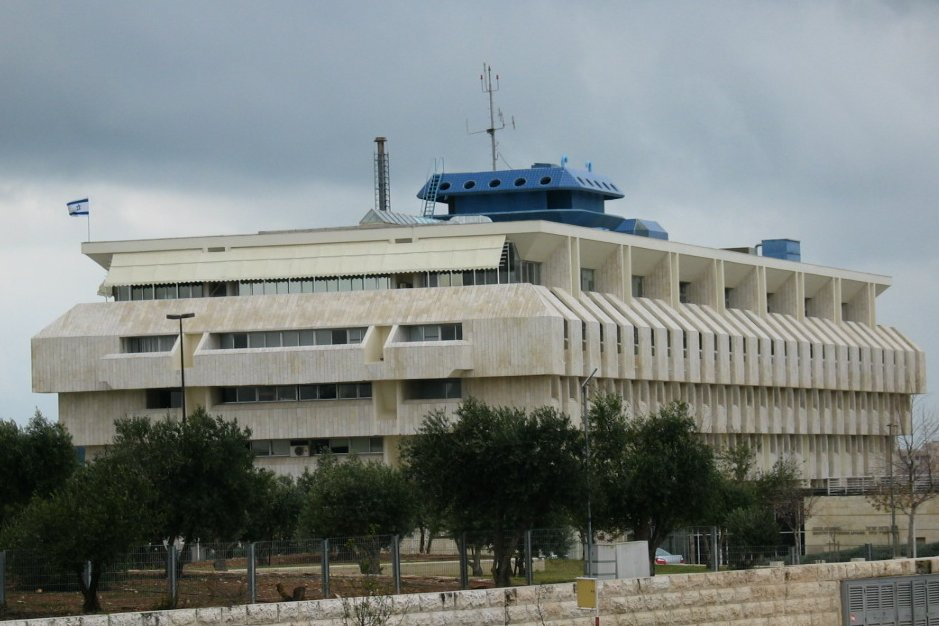

Ngân hàng Israel (tiếng Do Thái: בנק ישראל) là ngân hàng trung ương của Israel. Nó nằm ở Jerusalem, với một văn phòng chi nhánh tại Tel Aviv. Thống đốc hiện nay là Karnit Flug.